# HyperTransport
Шина HyperTransport (HT), раніше знана як Lightning Data Transport (LDT) — це двонаправлена послідовно/паралельна комп'ютерна шина, з високою пропускною спроможністю і малими затримками. Для розробки й просування даної шини був утворений консорціум HyperTransport Technology. Технологія використовується компаніями AMD і Transmeta в x86 процесорах, PMC-Sierra, Broadcom і Raza Microelectronics в MIPS мікропроцесорах, NVIDIA, VIA, SIS, ULi/ALi, AMD, Apple Computer і HP в наборах системної логіки для ПК, HP, Sun Microsystems, IBM, і IWill в серверах, Cray, Newisys і PathScale в суперкомп'ютерах.

## Огляд шини
HyperTransport працює на частотах від 200 МГц до 3,2 ГГц (у шини PCI — 33 і 66 МГц). Крім того, вона використовує DDR, що означає, що дані посилаються як по фронту, так і по зрізу сигналу синхронізації, що дозволяє здійснювати до 5200 мільйонів посилок в секунду при частоті сигналу синхронізації 2,6 ГГц; частота сигналу синхронізації налаштовується автоматично.
HyperTransport підтримує автоматичне визначення ширини шини, від 2-х до 32 біт. Повнорозмірна, повношвидкісна, 32-бітна шина в двонаправленому режимі здатна забезпечити пропускну здатність до 51 600 Мбайт/с = 2 (DDR) × 2 × 32/8 (байт) × 3200 (МГц) (максимум в одному напрямку — 25 800 Мбайт/с). Таким чином це найшвидша шина серед собі подібних. Шина може бути використана як в підсистемах з високими вимогами до пропускної здатності (оперативна пам'ять і ЦПУ), так і в підсистемах з низькими вимогами (периферійні пристрої). Дана технологія також здатна забезпечити низькі затримки для інших застосувань в інших підсистемах.

## Передача пакетів
Шина HyperTransport заснована на передачі пакетів. Кожен пакет складається з 32-розрядних слів, незалежно від фізичної ширини шини (кількості інформаційних ліній). Перше слово в пакеті — завжди керувальне слово. Якщо пакет містить адресу, то останні 8 біт керувального слова зчеплені з наступним 32-бітним словом, в результаті утворюючи 40-бітну адресу. Шина підтримує 64-розрядну адресацію — у цьому випадку пакет починається зі спеціального 32 розрядного керувального слова, яке зазначає 64 розрядну адресацію, і містить розряди адреси з 40 по 63 (розряди адреси нумеруються починаючи з 0). Решта 32-бітових слів пакета містять безпосередньо передані дані. Дані завжди передаються 32-бітними словами, незалежно від їх реальної довжини (наприклад, у відповідь на запит на читання одного байта по шині буде передано пакет, що містить 32 біти даних і прапором-ознакою того, що значущими з цих 32 біт є тільки 8).
Пакети HyperTransport передаються по шині послідовно. Збільшення пропускної здатності тягне за собою збільшення ширини шини. HyperTransport може використовуватися для передачі службових повідомлень системи, для передачі переривань, для конфігурування пристроїв, підключених до шини та для передачі даних.
Операція запису на шині буває двох видів — posted і non-posted. Posted-операція запису полягає в передачі єдиного пакета, що містить адресу, за якою необхідно провести запис, і дані. Ця операція зазвичай використовується для обміну даними з високошвидкісними пристроями, наприклад, для DMA-передачі. Non-posted операція запису складається з посилки двох пакетів: пристрій, що ініціює операцію запису посилає пристрою-адресату пакет, що містить адресу і дані. Пристрій-адресат, отримавши такий пакет, проводить операцію запису і відсилає пристрою-ініціатора пакет, що містить інформацію про те, чи успішно зроблений запис. Таким чином, posted-запис дозволяє отримати максимальну швидкість передачі даних (немає витрат на пересилання пакета-підтвердження), а non-posted-запис дозволяє забезпечити надійну передачу даних (прихід пакета-підтвердження гарантує, що дані дійшли до адресата).
Шина HyperTransport підтримує технології енергоощадності, а саме ACPI. Це означає, що при зміні стану процесора (C-state) на енергоощадний, змінюється також і стан пристроїв (D-state). Наприклад, при відключенні процесора жорсткі диски також вимикаються.
Електричний інтерфейс HyperTransport / LDT — низьковольтні диференціальні сигнали, з напругою 1,2 В.